# تهدید (فیلم ۱۹۲۹)
تهدید (انگلیسی: Thunderbolt) فیلمی در ژانر درام به کارگردانی جوزف فون اشترنبرگ است که در سال ۱۹۲۹ منتشر شد. از بازیگران آن می‌توان به جرج بنکرافت، فی ری، ریچارد آرلن، تالی مارشال و یوجینی بسرر اشاره کرد.